# مینای شکم‌روشن

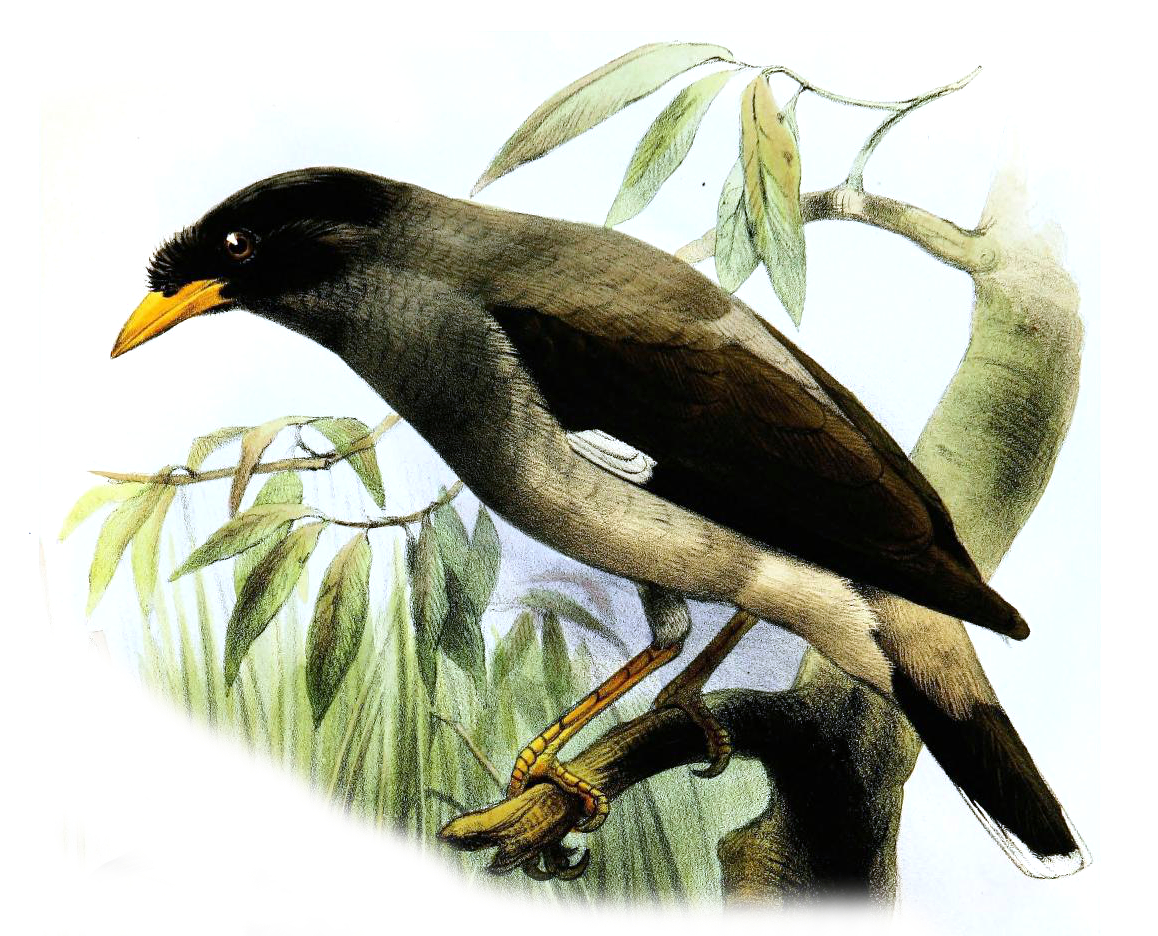
مینای شکم‌روشن

مینای شکم‌روشن یکی از گونه‌های سردۀ مینای معمولی است که نام علمی آنAcridotheres cinereus است.